# 斑尾爬地雀属
斑尾爬地雀属（学名：Eremobius）是灶鸟科下的一个属。

## 下属物种
本属包括以下物种：
- 斑尾爬地雀 Eremobius phoenicurus Gould, 1839